# Кольчак, Яков Харитонович
Яков Харитонович Кольчак (25 декабря 1918 — 7 марта 1955) — наводчик орудия 680-го стрелкового полка 169-й стрелковой дивизии. Первый артиллерист, удостоенный в годы Великой Отечественной войны звания Героя Советского Союза (2.08.1941).

## Биография
Родился 25 декабря 1918 года в селе Раково Херсонской губернии в крестьянской семье. Окончил пять классов, затем работал бригадиром чабанов в селе Саханское, расположенное в Ширяевском районе Одесской области.
В январе 1940 года был призван в Красную армию.
С 22 июня 1941 года принимал участие в боевых действиях против немецко-фашистских войск в составе 680-го стрелкового полка 169-й стрелковой дивизии 55-го стрелкового корпуса Юго-Западного фронта (затем 18-й армии Южного фронта), где служил наводчиком орудия батареи ПТО.
13 июля 1941 года орудие Кольчака находилось у села Филяновка, расположенного у западной окраины Новой Ушицы. Разведка донесла, что к местечку со стороны Миньковцев по шоссе движется крупная механизированная часть врага. Это был 9-й батальон 1-й моторизованной бригады 1-го подвижного венгерского корпуса. В голове колонны шли лёгкие танки «Тольди I». Подпустив их на 150 метров, орудийный расчёт сумел уничтожить две вражеские машины. Когда расчёт орудия был выведен из строя, Кольчак в одиночку подбил ещё два венгерских танка. В книге «Magyar Steel» («Венгерская сталь») содержится описание этого боя с венгерской стороны. Мадьяры признали потерю двух лёгких танков: капитана Тибора Карпатя и сержанта Паля Хабеля. При этом из шести членов экипажей подбитых боевых машин выжить удалось лишь первому из них. Тем не менее венгры заявили об уничтожении трёх советских противотанковых пушек и захвате Филяновки. На основании указанных выше (пусть и косвенных) сведений можно считать, что подвиг Я. Х. Кольчака имеет подтверждение с неприятельской стороны. Свидетелем этого боя был и военный корреспондент С. Борзенко, описавший его впоследствии в книге «Жизнь на войне».
17 июля 1941 года командир дивизии представил Якова Кольчака к получению звания Героя Советского Союза, однако командир 55-го стрелкового корпуса генерал-майор К. Коротеев посчитал, что боец достоин лишь ордена Красного Знамени. Тем не менее, командующий 18-й армией А. Смирнов поддержал комдива, поставив резолюцию «достоин присвоения звания Героя Советского Союза. Дрался до тех пор, пока его орудие не было раздавлено танком».
24 июля 1941 года был ранен в бою и попал в плен, считался пропавшим без вести, погибшим.
Указом Президиума Верховного Совета СССР «О присвоении звания Героя Советского Союза красноармейцу Кольчаку Я. Х.» от 2 августа 1941 года за «образцовое выполнение боевых заданий командования на фронте борьбы с германским фашизмом и проявленные при этом отвагу и геройство» удостоен звания Героя Советского Союза.
В плену пребывал три года. 25 августа 1944 года освобождён из плена. 7 сентября 1944 года в Молдавской ССР призван полевым райвоенкоматом 37 армии 3-го Украинского фронта и 7 октября 1944 года направлен в 92-ю гвардейскую стрелковую дивизию. Однако позже был отправлен во вновь созданную 168-ю отдельную штрафную роту 57 армии.
С 30 января по 1 февраля 1945 года — рядовой стрелок приданной 30-му гвардейскому воздушно-десантному стрелковому полку 10-й гвардейской воздушно-десантной дивизии 6-го гвардейского стрелкового корпуса 168-й отдельной штрафной роты 57 армии 3-го Украинского фронта Яков Кольчак, выполняя обязанности связного командира роты, отличился в бою, за что был представлен к ордену Красной Звезды, но 9 февраля 1945 года был награждён лишь медалью «За боевые заслуги».
С 16 по 18 марта 1945 года — стрелок приданной 122-й стрелковой дивизии 133-го стрелкового корпуса 168-й отдельной штрафной роты 57 армии 3-го Украинского фронта ефрейтор Яков ХаритоновичКольчак, являясь связным командира роты, отличился в боях у реки Драва и 23 мая 1945 года был награждён орденом Отечественной войны II степени.
С 28 марта по 1 апреля 1945 года — командир отделения 168-й отдельной штрафной роты ефрейтор Кольчак Яков Харитонович со своим отделением отличился в боях за город Надьканижа и 12 апреля 1945 года был награждён орденом Красной Звезды. Из штрафной роты был освобождён как «искупивший вину кровью».
В ноябре 1945 года старшина Яков Кольчак был демобилизован. Золотая Звезда Героя Советского Союза была вручена Я. Х. Кольчаку в Кремле 25 марта 1947 года.
В 1948 году вступил в ВКП(б). Проживал в родном селе, работая управляющим отделением совхоза, а затем председателем колхоза «Победа» в селе Вороновка. В 1953 году окончил трёхгодичную школу агрономов.
Умер 7 марта 1955 года. Похоронен в селе Вороновка Вознесенского района Николаевской области.

## Награды
- Герой Советского Союза (2.08.1941)
- Награждён также орденами Отечественной войны, Красной Звезды и рядом медалей.

## Память
- В честь Героя в селе Вороновка и пгт Новая Ушица установлены памятные обелиски.
- Имя Кольчака носит одна из улиц Новой Ушицы.